# Jochen Ziem
Jochen Ziem (* 5. April 1932 in Magdeburg; † 19. April 1994 in Berlin) war ein deutscher Schriftsteller.
Jochen Ziem war der Sohn eines Kaufmanns. Er besuchte das Gymnasium in Magdeburg und studierte Germanistik an den Universitäten in Halle und Leipzig, wo er mit Uwe Johnson befreundet war. Daneben arbeitete er für den Allgemeinen Deutschen Nachrichtendienst in Halle und war Praktikant am Stadttheater in Greiz und beim Berliner Ensemble. 1956 wechselte er in die Bundesrepublik Deutschland.
Nachdem er mehrere Jahre lang diverse Hilfsjobs ausgeübt hatte, war er ab 1961 Chefredakteur der Zeitschrift DM und ab 1966 freier Schriftsteller, der aus einer ideologisch ungebundenen Position heraus zeitkritische Dramen, Fernsehspiele, Hörspiele und Prosa verfasste. Während er in den Siebzigerjahren ein bedeutender Fernsehautor war, blieb er mit seinen übrigen literarischen Werken zeit seines Lebens ein Außenseiter.
Jochen Ziem war seit 1972 Mitglied des PEN-Zentrums der Bundesrepublik Deutschland und erhielt 1967 den Gerhart-Hauptmann-Preis, 1968 den Thomas-Dehler-Preis, 1988 ein Stipendium der Stiftung Preußische Seehandlung und 1992 den Preis der Frankfurter Autorenstiftung.

## Werke
- Die Einladung. Schauspiel in drei Akten, Frankfurt am Main 1967 (Uraufführung 1967 in Berlin)
- Nachrichten aus der Provinz Frankfurt am Main 1967
- Zahltage (Erzählungen), Frankfurt am Main 1968
- Die Rückkehr (Fernsehspiel, WDR 1969)
- Unternehmer (Fernsehspiel, WDR 1971)
- Federlesen (Fernsehspiel, ZDF 1973)
- Männergeschichten – Frauengeschichten (Fernsehspiel, WDR 1976)
- Frauen lernen leben. Berichte aus der Gruppen-Psychotherapie Zusammen mit Andrea Westphal. Darmstadt 1977
- Die Versöhnung – Schauspiel, Frankfurt am Main 1970 (Uraufführung 1971 in Nürnberg)
- Die Klassefrau (Erzählungen), Darmstadt [u. a.] 1974
- Linda (Fernsehspiel, ZDF 1980)
- Der Junge (Erzählungen), München 1980
- Die Klassefrau (Fernsehspiel, ZDF 1982)
- Sein eigener Herr. Erzählung. In: Die Hälfte der Stadt Königstein im Taunus 1982
- Was soll bloß aus dir werden (Fernsehspiel, ZDF 1984)
- Uprising In East Germany and other Stories New York 1985
- Boris, Kreuzberg, 12 Jahre, München [u. a.] 1988
- Warsteiner, Frankfurt am Main 1989
- „Leaving Leipsic next week“, Berlin 2002 (Briefe an Ziem von Uwe Johnson)

## Herausgeberschaft
- Frauen lernen leben, Darmstadt [u. a.] 1978 (zusammen mit Andrea Westphal)